# RTL Ski Jumping 2004
Ski Jump Challenge 2004; RTL Ski Jumping 2004; RTL Skispringen 2004 – piąta część serii gier komputerowych RTL Ski Jumping o skokach narciarskich, ostatnia wyprodukowana przez VCC Entertainment. Zawiera 28 skoczni. Startujemy w trzech ligach: juniorskiej, amatorskiej i profesjonalnej. Na początku w trybie kariery zaczynamy jako szesnastolatek. Umiejętności podnosimy trenując u różnych trenerów. Wpływ na jakość naszych skoków ma również sprzęt (narty, kombinezony, kaski, gogle, buty, rękawice) i jakość nawoskowania nart. Smarować narty możemy sami lub powierzyć to serwismenom (co kosztuje). Oprócz startów w zawodach pieniądze zdobywamy dzięki sponsorom i wygranym w quizie zawierającym pytania z kategorii sportów zimowych i nie tylko. Dzięki zwycięstwom awansujemy na skoczniach do kolejnych, wyższych lig. Przy okazji (nowość) wykonujemy zadania takie jak skok na określona odległość czy same zwycięstwa w zawodach juniorów. W nagrodę odblokowujemy nowy sprzęt. Z nowości mamy jeszcze możliwość skakania przy nowych wskaźnikach, możliwość zmiany kierunku wiatru podczas treningu oraz narzędzie analizy skoku. Najlepsze skoki możemy zapisać. W rozgrywce towarzyszą nam wyłącznie fikcyjni zawodnicy. Z powodu braku kompromisu między polskimi dystrybutorami a wydawcą, gra nie została wydana w Polsce (podobnie jak wersje 2003 i 2005).